# Gregory Funk
Gregory Funk é um maquiador. Como reconhecimento, foi nomeado ao Oscar 2011 na categoria de Melhor Maquiagem por The Way Back.